# Fröttstädt (stacja kolejowa)
Fröttstädt – stacja kolejowa w Fröttstädt, w kraju związkowym Turyngia, w Niemczech. Znajdują się tu 3 perony.